# Amenemope (Vizekönig von Kusch)

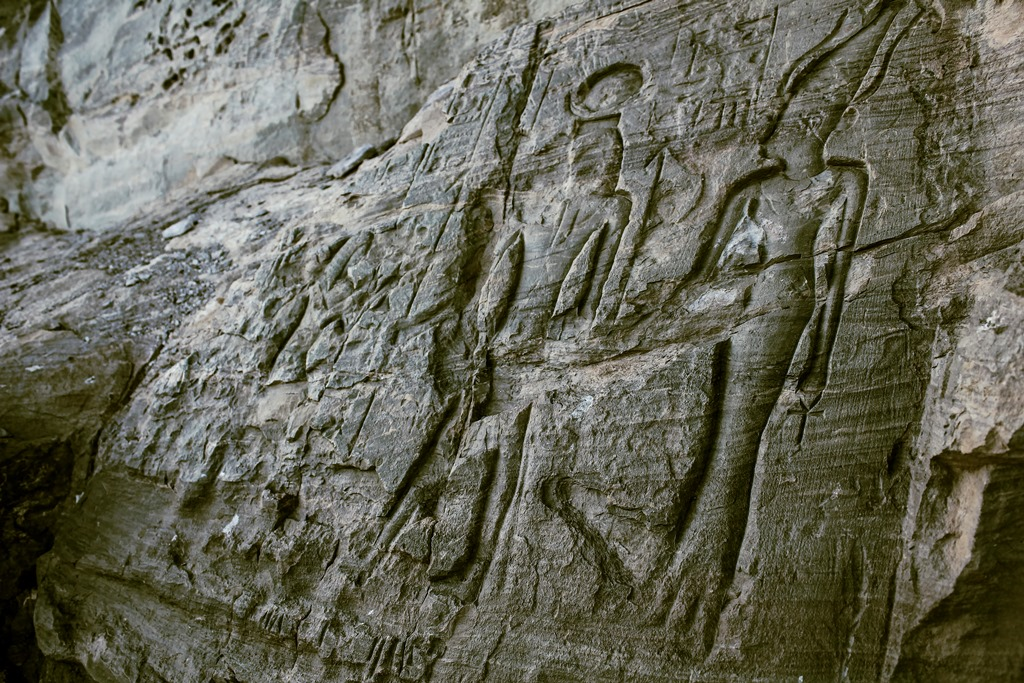
Tiefrelief am Gebel Dosha mit Amenemope, Mondgott und Satet anbetend.

Amenemope war Vizekönig von Kusch der 19. Dynastie unter Sethos I. und Ramses II. Er war Sohn von Paser I. und Enkel von Amenhotep-Huy, beide ebenfalls Vizekönige von Kusch. Amenemope hatte eine bemerkenswerte Karriere. Er diente als Wedelträger zur Rechten des Königs, Vorsteher der südlichen Länder und wurde dann schließlich zum Königssohn von Kusch.
Er ist von mehreren Denkmälern und Inschriften bekannt: nahe Philae, in Buhen, auf der Insel Sehel, im Tempel von Bet el-Wali und am Gebel Doscha.
Die Amenemope-Stele, eine altägyptische Felsstele mit einer Hieroglypheninschrift, geht auf Amenemope zurück.
Sie stammt von der südlichen Bergwand des Burgberges von Kasr Ibrim.